# Неа Силата
Неа Силата или Карвия (на гръцки: Νέα Σίλατα, до 1929 година Καρβιά, Карвия) е село в Егейска Македония, Гърция, в дем Неа Пропонтида, административна област Централна Македония. Според преброяването от 2001 година Неа Силата има 808 жители.

## География
Неа Силата е разположено в западната част на Халкидическия полуостров, на 5 километра североизточно от град Неа Каликратия.

## История

### В Османската империя
В XIX век Карвия е село в Гелимерска нахия, Солунска каза на Солунския вилает на Османската империя. Енорийската църква „Успение Богородично“ е от 1848 година. Към 1900 година според статистиката на Васил Кънчов („Македония. Етнография и статистика“) в Портария живеят 250 жители гърци християни. По данни на секретаря на Българската екзархия Димитър Мишев („La Macédoine et sa Population Chrétienne“) в 1905 година в Караба (Karaba) има 100 гърци.

### В Гърция
В 1912 година по време на Балканската война в селото влизат гръцки части и след Междусъюзническата война от 1913 година то остава в Гърция.
| Име         | Име           | Ново име   | Ново име   | Описание                         |
| ----------- | ------------- | ---------- | ---------- | -------------------------------- |
| Чобанли     | Τσομπανλή     | Воскотопия | Βοσκοτόπια | местност на СЗ от Неа Силата     |
| Мерджемек   | Μερτζεμέκι    | Факиес     | Φακιές     | местност на Ю от Неа Силата      |
| Яледжик     | Γιαλετζίκι    | Ливадаки   | Λιβαδάκι   | местност на ЮИ от Неа Силата     |
| Коси        | Κόσι          | Стадио     | Στάδιο     | местност на ЮЮИ от Неа Силата    |
| Кинез бунар | Κινέζ Μπουνάρ | Мерасорема | Κερασόρεμα | река на Ю от Неа Силата          |
| Луджа       | Λούτζα        | Пиги       | Πηγή       | реката, минаваща през Неа Силата |